# Ananda-Tempel

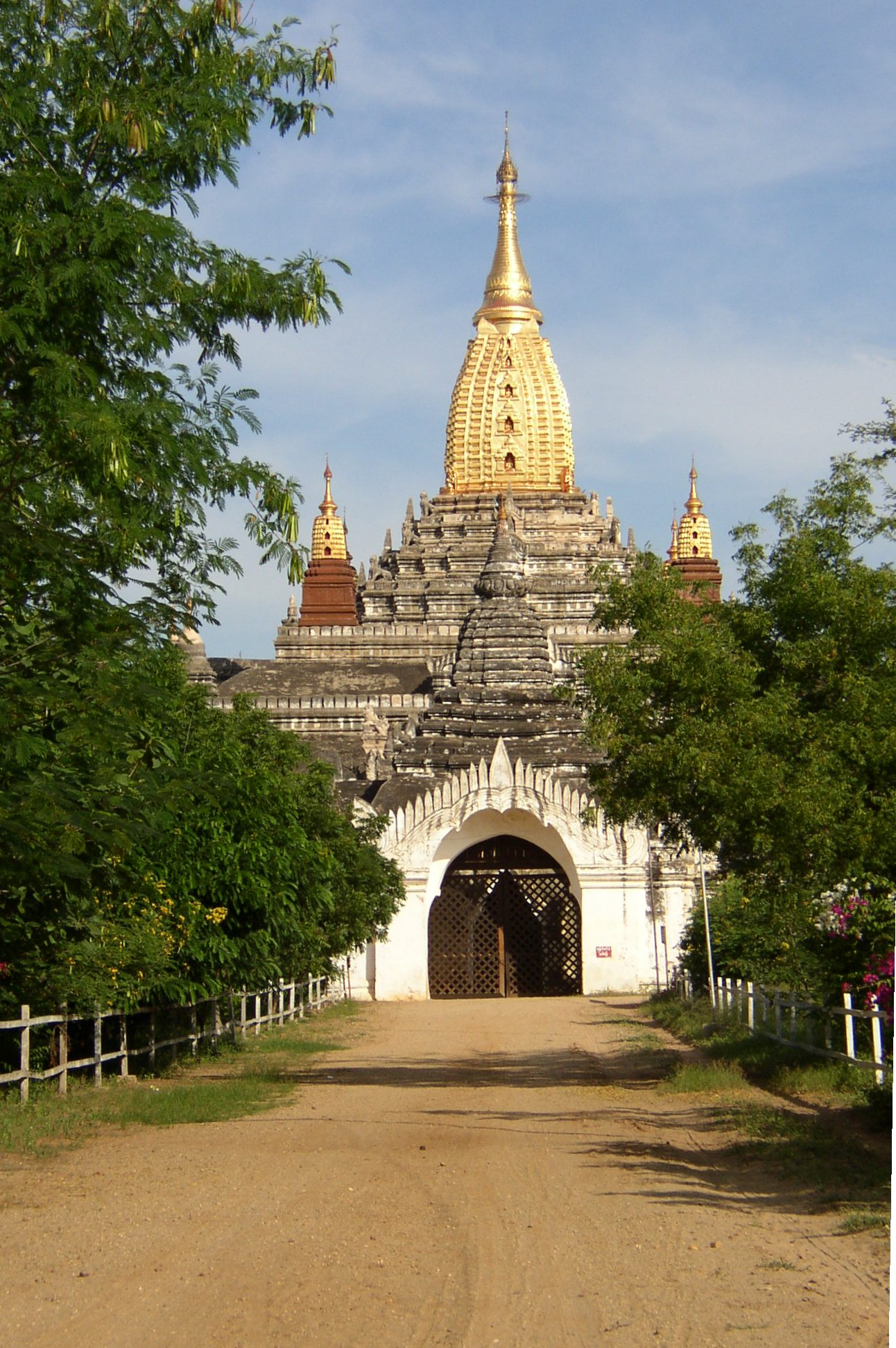
Einer der vier Portalvorbauten. Im Zentrum der Anlage der vergoldete Turmaufbau (Shikhara)

Der Ananda-Tempel (Nr. 2171) ist ein buddhistischer Tempel in Bagan im Norden von Myanmar, der von 1091 bis 1105 in der Regierungszeit von König Kyanzittha errichtet wurde. Er zählt zu den elf größten Bauwerken Bagans.

## Lage
Der Tempel befindet sich etwa 200 Meter östlich der Stadtmauer der Altstadt von Bagan.

## Beschreibung
Der Name des Tempels erinnert an den langjährigen Begleiter und Cousin Buddhas, Ananda. Der Bau ist ein Beispiel für indische Architektur.
Der Grundriss des Tempels weist eine Kreuzform auf; viele Ebenen führen zur Spitze, die durch einen Shikhara und einen Schirm (Hti) gebildet wird. An den Außenwänden befinden sich 1472 glasierte Kacheln mit Terracotta-Reliefs, auf denen Szenen aus den Jataka abgebildet sind. Auf den 400 Kacheln der oberen Terrassen werden die letzten zehn Jataka in der Sprache der Mon erzählt. An der Balustrade des Oberbaus befinden sich 537 Kacheln, auf denen weitere Jataka abgebildet und in Pali erläutert sind. Auf Reliefs am Sockel des Gebäudes sind Szenen aus dem Leben des Siddhartha Gautama abgebildet. Sie sind ebenfalls in der Mon-Sprache kommentiert. Die Innen-Wände des Tempels waren mit Wandmalereien geschmückt, von denen Fragmente bei Restaurierungsarbeiten in den 1960er Jahren entdeckt wurden.
An dem massiven Pfeiler in der Mitte sind an jeder Seite Nischen eingelassen, in denen sich vier stehende Buddha-Statuen befinden, die zwölf Meter hoch und mit Blattgold überzogen sind und in die vier Himmelsrichtungen schauen. Sie stellen jeweils einen der vier letzten Buddhas dar: Kakusanda im Norden, Konagama im Osten, Kashyapa im Süden und Gautama im Westen. Letztere wird von zwei Porträt-Statuen flankiert: der des Bauherrn, König Kyanzittha, sowie der eines Theoretikers des burmesischen Buddhismus mit Namen Shin Arahan. In der westlichen Eingangshalle befindet sich auch ein Fußabdruck des Buddha aus Marmor.
Im Tempel finden jährlich Festivitäten statt, die im Dezember oder Januar eine Woche dauern. Tausende Dorfbewohner ziehen während dieser Zeit hierher und opfern am Morgen des Vollmondtages Geschenke für die anwesenden Mönche.
1795 wurde der Tempel von König Bodawpaya renoviert. 1975 wurde er während eines Erdbebens beschädigt. Zur 900-Jahr-Feier im Jahr 1991 wurden die fünf Shikhara-Türme auf dem Dach des Tempels vergoldet, die anderen Wände frisch geweißt.

## Galerie

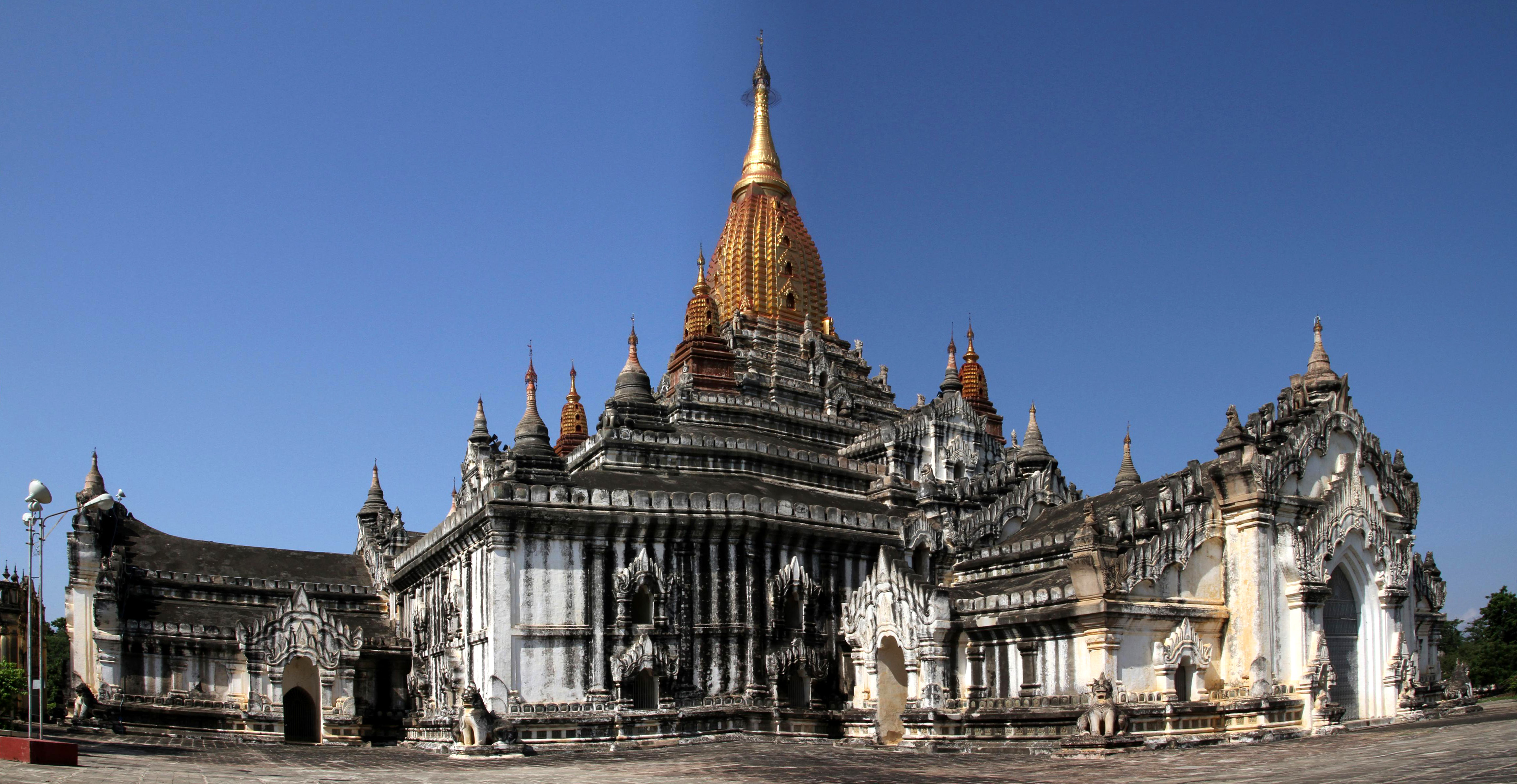
Gesamtansicht
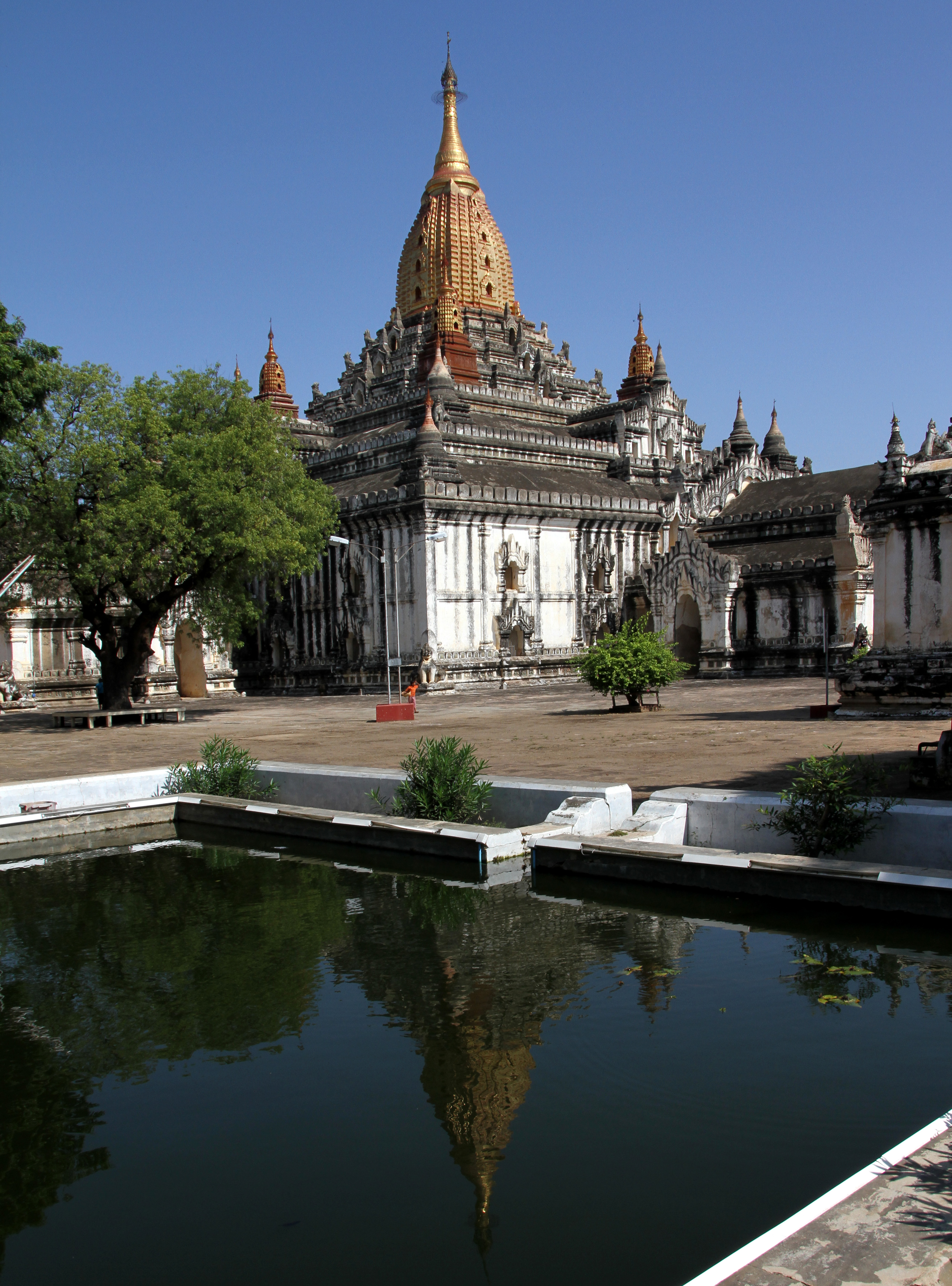
Spieglung im Teich
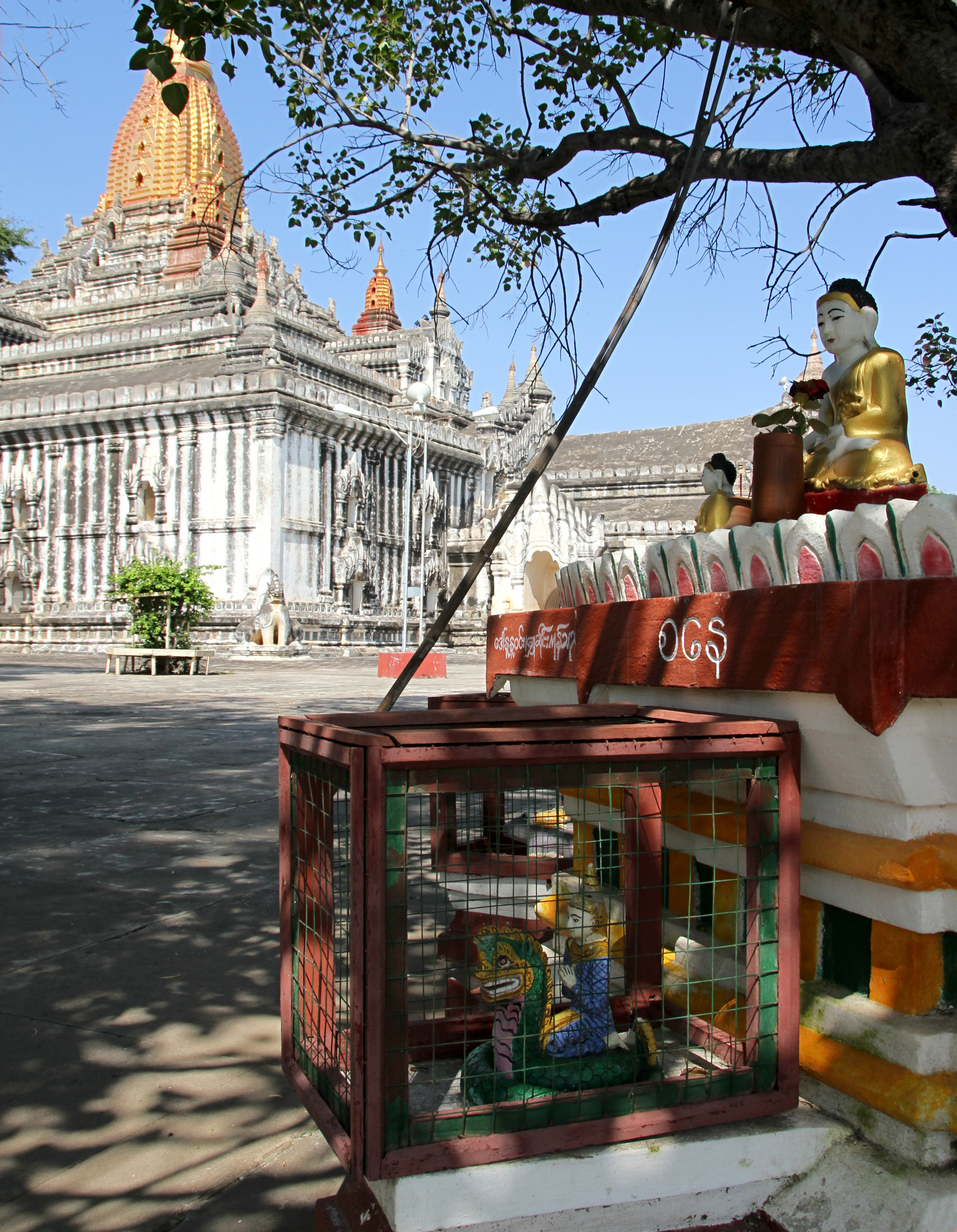
Naga-Schrein
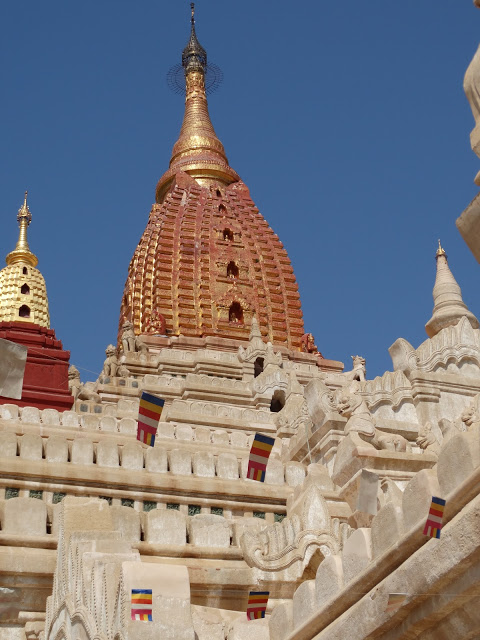
Shikhara
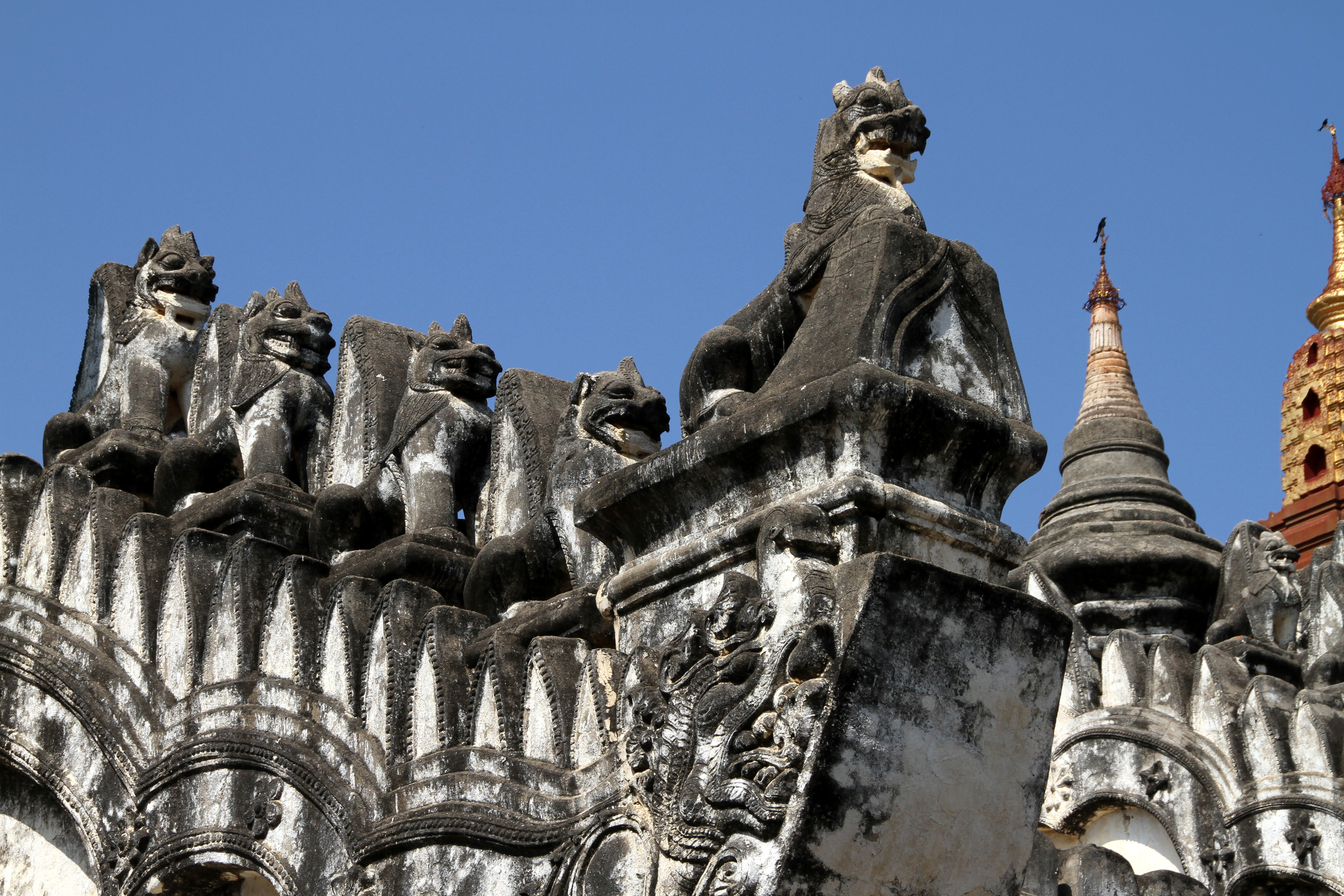
Chinthes
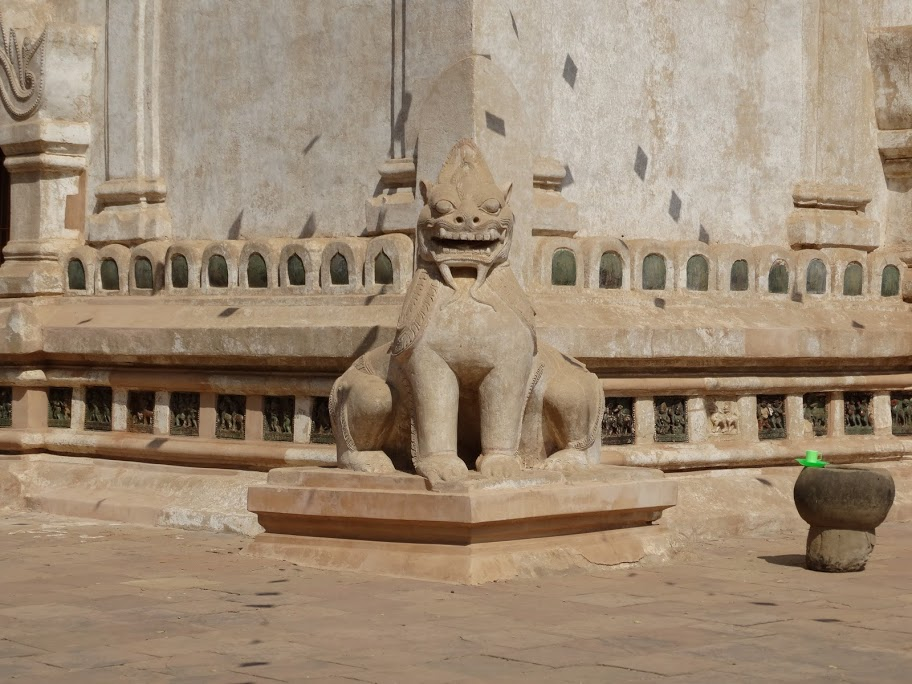
Tempelschutz
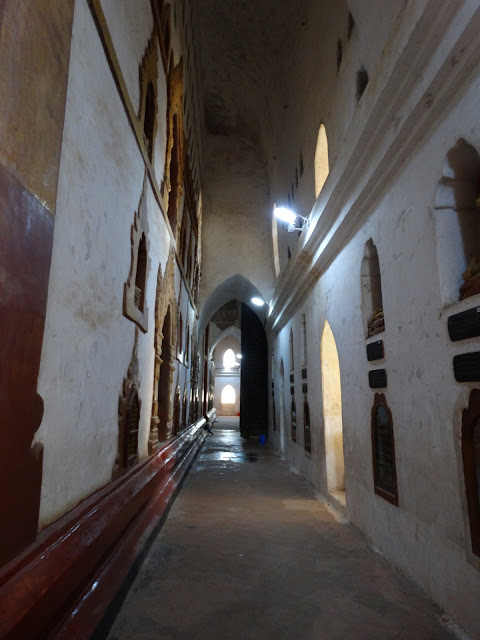
Wandelgang
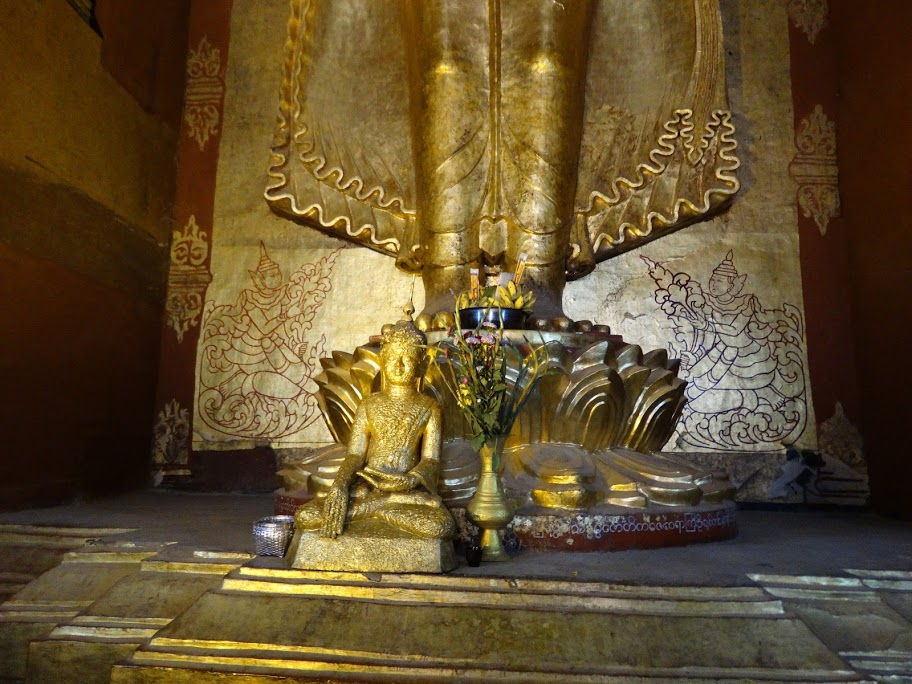
Kleiner Buddha